# Hafen Dhekelia
Der Hafen Dhekelia (griechisch Λιμάνι Δεκέλεια) ist ein Seehafen im Bezirk Larnaka und heute der zweitgrößte Ölhafen der Republik Zypern.

## Geographie
Die Hafenanlagen von Dhekelia liegen bei der Dhekelia Power Station, etwa 15 km östlich von Larnaka in der Larnaca Bay am Mittelmeer. Unmittelbar nördlich besteht die britische Militäranlage Dhekelia Base. 

Es gibt mehrere, den jeweiligen Zwecken speziell angepasste Hafenteile: 
| Hafenteil | Hafentyp    | Lage | Kailänge   | Tiefe   | Ausstattung und Verwendung                                                                                            |
| --------- | ----------- | ---- | ---------- | ------- | --- |
| Ormedia   | Hafenbecken | ⊙    | 70 m, Kai  | k. A.   | Fischerhafen, Steganlage, Slipstelle, 20 Liegeplätze für Kleinfahrzeuge, Trockenliegeplätze, Gastronomie              |
| Ölhafen   | Reede       | ⊙    | kein       | k. A.   | Pipeline, Bojen |
| Marina    | Marina      | ⊙    | 90 m Kai   | 1,5–4 m | 15 Liegeplätze für Kleinfahrzeuge, Seelsorge                                                                          |
| Pier West | Seebrücke   | ⊙    | 150 × 12 m | k. A.   | massive Landungsbrücke, Ro-Ro-Rampe für amphibische Fahrzeuge, Wirtschafts- und Betriebsgebäude, Liegeplatz Hafenwart |

## Geschichte
Das Gebiet steht seit den 1880er Jahren unter britischem Einfluss und wurde während des Ersten Weltkriegs 1914 annektiert. Die Wirren des Zweiten Weltkrieges gingen an dem verschlafenen Fischerort nahezu spurlos vorbei. 1957 wurde dort die Dhekelia Power Station gebaut, ein Kraftwerk, das über den Seeweg mit Schweröl versorgt wird und fast den halben Strombedarf Zyperns liefert. 1960 wurde Zypern größtenteils unabhängig von der britischen Krone und die Anlagen wurden seither fortwährend ausgebaut und erneuert.
Seit dem Beitritt der Republik Zypern 2004 gehört der Hafen zur Europäischen Union, wird aber nach wie vor auch von britischen Einheiten genutzt.

## Beschreibung und Infrastruktur
Der östlichste Hafenteil ist der Fischerhafen bei Ormedia mit einem etwa 0,7 Hektar großem, durch einen 120 m langen Wellenbrecher geschützten Hafenbecken. Dort gibt es eine Slipanlage und Gastronomie.
Direkt südlich des Kraftwerks liegen Öltanker auf Reede und löschen Ladung über eine Pipeline. Die gewerbliche Großschifffahrt kann dort auch Treibstoffe bunkern.
Kleinfahrzeuge und Yachten finden in der einen Kilometer weiter westlich gelegenen Marina in der Dhekelia Bay Aufnahme. Dort gibt es eigene Ver- und Entsorgungseinrichtungen und die auf einer Halbinsel gelegenen Griechisch-Orthodoxen Kirche leistet Seelsorge für die Seefahrer. Ein Wellenbrecher mit 80 m Länge schützt diesen Hafenteil, der überwiegend der Freizeitschifffahrt dient. Für die gewerbliche Großschifffahrt ist dieser Hafenteil bedeutungslos.
Westlich davon befindet sich die 150 × 12 m messende massive Seebrücke, die für militärische Aufgaben als Ro-Ro-Rampe gebaut wurde, sowie der Anleger der Hafenmeisterei. Die Fähr- und Personenschifffahrt nutzt den Hafen nur in Ausnahmefällen.